# 590'erne
Århundreder: 5. århundrede – 6. århundrede – 7. århundrede
Årtier: 540'erne 550'erne 560'erne 570'erne 580'erne – 590'erne – 600'erne 610'erne 620'erne 630'erne 640'erne
År: 590 591 592 593 594 595 596 597 598 599